# TG Viktoria Augsburg
Die TG Viktoria Augsburg (auch Turngemeinschaft Viktoria Augsburg 1897 e. V. oder kurz TGVA) wurde 1897 gegründet und hat ihren Sitz im Augsburger Stadtteil Hochfeld an der Sportanlage Süd. Der Verein ist vor allem für die ehemals erfolgreiche Volleyball-Abteilung bekannt, die 1985 das Double schaffte. Derzeit bestehen Abteilungen für Basketball, Faustball, Fitness, Fußball, Leichtathletik und Schwimmen.
Die TG Viktoria ist seit vielen Jahren für die Ausrichtung des Perlachturmlaufs, des ältesten und bekanntesten Treppenlaufs in Deutschland, verantwortlich. Jedes Jahr am Tag der Deutschen Einheit erstürmen bei diesem Lauf etliche Athleten die insgesamt 261 Treppenstufen bis zum Ziel, der Aussichtsplattform des Turms.

## Entstehung
Die Gründung des Vereins, damals noch unter dem Namen Arbeiter-Turnverein Augsburg, geht auf den 22. April im Jahre 1897 zurück. Erst im Jahre 1919 erfolgte die Umbenennung in Turngemeinde Augsburg. In der NS-Zeit erfolgte ein Verbot der Turngemeinde, da sich der Vorstand 1933 nicht der allgemein angeordneten Gleichschaltung unterwerfen wollte. Nach dem Ende der NS-Diktatur schloss sich die Turngemeinde mit dem Reichsbahn-Sportverein und dem FC Viktoria zusammen und wurde fortan im Vereinsregister unter dem Namen Turngemeinschaft Viktoria Augsburg 1897 geführt.

## Erfolge

### Basketball
Die Basketballabteilung der TG Viktoria Augsburg wurde 1946 gegründet. Bereits kurz danach im Jahr 1949 wurde die erste Mannschaft um Nationalspieler Rudolph Beyerlein bayerischer Vizemeister. Auch die Damen waren in den Anfangsjahren sehr erfolgreich und belegten 1952 den vierten Platz bei den deutschen Meisterschaften. 1976 stieg die erste Herrenmannschaft in die Oberliga auf. Nach drei Jahren konnte die Klasse nicht mehr gehalten werden und der Abstieg der gesamten Abteilung begann. Ende der 1990er-Jahre gab es wieder eine Blütezeit und die Abteilung hatte den höchsten Stand der Historie mit 110 Mitgliedern. Im Augenblick gibt es nur noch eine Herrenmannschaft, die in der Saison 2015/16 den Aufstieg in die Bezirksliga erreichen konnte.

### Fußball
Die Fußball-Abteilung hatte ihre Glanzzeiten direkt nach dem Zweiten Weltkrieg: In der Saison 1947/48 spielte die Herrenmannschaft in der Staffel Süd der Amateurliga Bayern, der damals zweithöchsten Liga, stieg aber nach einer Saison wieder ab.
In den folgenden Jahrzehnten pendelte die Mannschaft zwischen den oberen Ligen auf Bezirksebene hin und her, ehe sie ab dem Ende der 1990er-Jahre innerhalb kurzer Zeit bis in die letzte Liga abstieg. Zur Saison 2009/10 gelang die Meisterschaft in der A-Klasse Augsburg 1 und damit der Aufstieg in die Kreisklasse. Nach dem Meistertitel in der Kreisklasse Augsburg Süd 2012/13 spielte die TG Viktoria in der Kreisliga Augsburg, bis 2016 erneut eine Meisterschaft und damit der Aufstieg in die Bezirksliga Schwaben Süd erreicht wurde.

### Volleyball
Den größten Erfolg in der Vereinsgeschichte erreichte die Volleyball-Frauenmannschaft der TG Viktoria in der Saison 1984/85 unter Trainer Peter Götz, als ihr der Gewinn des Double aus Deutscher Meisterschaft und DVV-Pokal gelang. Daneben gewann das Team in derselben Saison auch den CEV Cup, den dritthöchsten Europapokal-Wettbewerb für Vereinsmannschaften.
In der folgenden Saison verließen die Frauen die TG Viktoria und liefen für den FC Augsburg im Europapokal der Landesmeister auf, kehrten allerdings nach kurzer Zeit wieder zurück. An diese Erfolge Mitte der 1980er-Jahre konnte die Volleyball-Abteilung seitdem nicht mehr anknüpfen. Ende des Jahres 2010 löste sich die Volleyball-Abteilung schließlich auf.

## Berühmte Sportler
- Rudolf Beyerlein, Basketballnationalspieler
- Jörg Löhr, Handball-Nationalspieler
- Frank Löhr, Handball-Nationalspieler
- Katja Mayer, Langstreckenläuferin
- Natalie Simanowski, Radsportlerin